# Денау
Денау (узб. Denov, Денов) — місто в Узбекистані, центр Денауського району Сурхандар'їнської області. Населення — 104,400 мешканців (2009).

## Географія
Розташоване у межиріччі Сурхандар'ї і Сангардаку, за 156 км на північний схід від Термеза.

### Клімат
Місто знаходиться у зоні, котра характеризується середземноморським кліматом. Найтепліший місяць — липень із середньою температурою 28.6 °C (83.5 °F). Найхолодніший місяць — січень, із середньою температурою 3.8 °С (38.8 °F).
| Клімат Денау            | Клімат Денау | Клімат Денау | Клімат Денау | Клімат Денау | Клімат Денау | Клімат Денау | Клімат Денау | Клімат Денау | Клімат Денау | Клімат Денау | Клімат Денау | Клімат Денау | Клімат Денау |
| Показник                | Січ.         | Лют.         | Бер.         | Квіт.        | Трав.        | Черв.        | Лип.         | Серп.        | Вер.         | Жовт.        | Лист.        | Груд.        | Рік          |
| Середня температура, °C | 3,8          | 5,7          | 11,2         | 17,4         | 22,3         | 27           | 28,6         | 26,6         | 21,9         | 16,1         | 10,8         | 6,3          | 16,5         |
| Норма опадів, мм        | 43.5         | 43.5         | 70.5         | 60.4         | 30.7         | 2.2          | 1.2          | 0.2          | 0.9          | 13.9         | 22.6         | 37.6         | 327.2        |
| Днів з опадами          | 10,7         | 11,1         | 12,9         | 10,4         | 7,1          | 1,6          | 0,8          | 0,2          | 0,6          | 4,1          | 6,1          | 9,6          | 75,2         |
| Вологість повітря, %    | 69.6         | 67.6         | 64.5         | 60.1         | 50.7         | 38.4         | 38.2         | 39.8         | 42.6         | 52           | 59.5         | 67.8         | 54.2         |
| ----------------------- | ------------ | ------------ | ------------ | ------------ | ------------ | ------------ | ------------ | ------------ | ------------ | ------------ | ------------ | ------------ | ------------ |
| Джерело: Weatherbase    |              |              |              |              |              |              |              |              |              |              |              |              |              |

## Історія

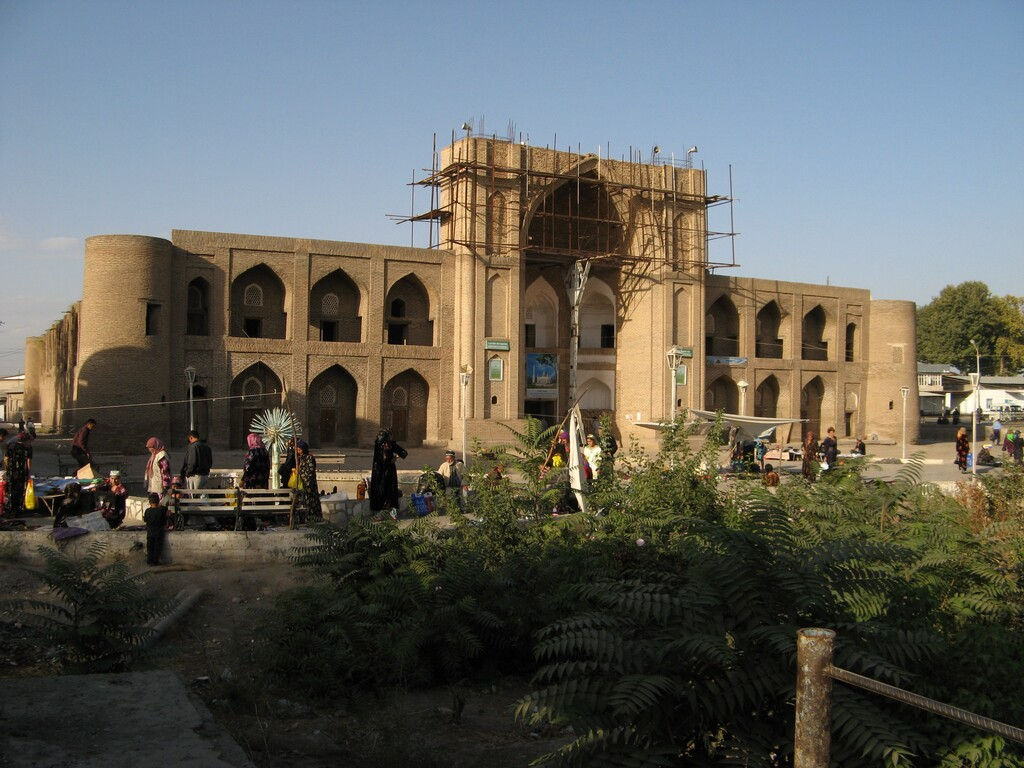
Медресе в Денау

Статус міста з 1958 року.

## Економіка
Бавовноочисний, олійноекстрактний, цегельний заводи та ін. підприємства.

## Транспорт
Залізнична станція на лінії Термез — Душанбе. На станції зупиняється потяг Ташкент — Сариасія.

## Культура
У Денау знаходиться пам'ятка архітектури медресе Саїд-Аталик (XV ст.)